# Бенюк, Богдан Михайлович
Богда́н Миха́йлович Беню́к (укр. Богдан Михайлович Бенюк; род. 26 мая 1957, Бытков, УССР, СССР) — советский и украинский актёр театра и кино, телеведущий, Народный артист Украины (1996). Украинский политик, народный депутат Украины VII созыва. Заместитель председателя ВО «Свобода» по связям с украинцами за рубежом.

## Биография
Богдан Бенюк родился 26 мая 1957 года в пгт Бытков Надворнянского района Ивано-Франковской области.
Окончил в 1978 году Киевский государственный институт театрального искусства имени Карпенко-Карого.
В 1978—1980 годах работал в киевском Театре юного зрителя.
С 1980 года — актёр Национального академического драматического театра имени Ивана Франко в Киеве, на протяжении ряда лет — в числе ведущих.
В 1989—1994 годах, не прекращая работу в театре, Богдан Бенюк работал старшим преподавателем в государственном институте театрального искусства имени Карпенко-Карого. Вёл несколько развлекательных телепрограмм — «Шоу одинокого холостяка» на Первом национальном канале и «Белая ворона» на канале «1+1».
Вместе с Анатолием Хостикоевым и Мирославом Гринишиным является соучредителем Театральной компании «Бенюк и Хостикоев».
По политическим взглядам примыкает к украинским националистам, является членом ВО «Свобода», от которой выдвигался кандидатом в депутаты (см. Первая пятёрка списка ВО «Свобода» на парламентских выборах на Украине 2007 года). С 2010 года — депутат Киевского облсовета. Стал народным депутатом Украины 7 созыва после успешных для ВО «Свобода» парламентских выборов 2012 года.
После захвата Крыма Россией, 18 марта 2014 года, Бенюк вместе со своими коллегами по партии «Свобода», в том числе депутатом Верховной Рады Игорем Мирошниченко, с применением физической силы заставил написать заявление об увольнении руководителя Национальной телекомпании Украины Александра Пантелеймонова. Возмущение Бенюка вызвано показом празднования в России по поводу аннексии Крыма. Действия членов партии ВО «Свобода» были осуждены как со стороны общественности Украины, так и со стороны премьер-министра Украины Арсения Яценюка. Более тридцати народных и заслуженных артистов Украины подписали письмо в котором они считают, что со стороны Бенюка было бы честным поступком, если бы он попросил снять с себя звание народного артиста Украины. 27 марта 2014 года Бенюк попал в опубликованный на сайте парламента Крыма список  лиц, пребывание которых на территории Крыма является нежелательным. Бенюк, прокомментировав избиение Пантелеймонова 31 марта 2014 года, отказался сложить мандат. 4 апреля 2014 года Бенюка на собственном творческом вечере под выкрики «Сдавай мандат!» пятеро человек  пытались забросать гнилыми помидорами.
В 2015 году избран депутатом Киевского городского совета от ВО «Свобода».

### Семья
- Старший брат — Пётр Бенюк, Народный артист Украины.
- Женат, имеет двух дочерей и сына.

## Театральные работы

### Национальный театр драмы имени Ивана Франко
В театре им. Ивана Франко сыграл около 50 ролей
1. «Викентий премудрый» Я. Стельмаха — Вика и Онисим
2. «Гибель эскадры» А. Корнейчука — юнга
3. «Фараоны» А. Коломиец — Павлик
4. 1980 — «Сон в летнюю ночь» У. Шекспира; реж. Валентин Козьменко-Делинде — Пила
5. «Прощание в июне» А. Вампилова; реж. Валентин Козьменко-Делинде — комсорг
6. 1981 — «Моя профессия — сеньор из высшего общества» Джулио Скарниччи и Ренцо Тарабузи; реж. Владимир Оглоблин — Роберто / Велутто
7. «Конотопская ведьма» Богдан Жолдак — Левурда / второй кум
8. «Благочестивая Марта» Т. Молина; реж. Владимир Оглоблин — Пастрана
9. «Смех и слёзы» С. Михалкова — Патисоне
10. «Регион» М. Зарудный — солдатик
11. 1984 — «Трибунал» А. Макаёнка — Терешко Колобок
12. «Дикий Ангел» А. Коломийца; реж. Владимир Оглоблин — Виля
13. «Фронт» А. Корнейчука — Печёнка
14. «Удалой молодец — гордость Запада» Дж. Синг — Кристи Мегон
15. «Ливень» А. Коломийца — Славко
16. «Бронзовая фаза» М. Зарудный — жених
17. «Бунт женщин» Н. Хикмета и В. Комиссаржевской — самурай
18. 1986 — «Энеида» И. Котляревского; реж. Сергей Данченко — Эвриал / Охрим
19. «Двенадцать месяцев» С. Маршака — Дед Мороз
20. «Последне представление» Мюллера — Бенито Муссолини
21. «Кабанчик или Возле моря» В. Розова — юноша
22. «Аукцыон» М. Гараева — парикмахер
23. 1987 — «Мастер и Маргарита» М. Булгакова; реж. Ирина Молостова — Кот Бегемот
24. «День рождения кота Леопольда» А. Хайта — Серый мышонок
25. «Рождественская ночь» Н. Гоголя — Чёрт
26. «Момент» В. Винниченко — Искренний
27. 1989 — «Тевье-Тевель» Г. Горина; режиссёры Сергей Данченко и Дмитрий Чирипюк — Мотл
28. «Царь Плаксий и Лоскотон» В. Симоненко — Плаксий
29. 1991 — «Белая ворона» Ю. Рыбчинского и Г. Татарченко; реж. Сергей Данченко — Король Франции
30. «Вий» Н. Гоголя — Горобец
31. «Сто тысяч» И. Карпенко-Карого — Калитка
32. «Лесная песня» Л. Украинки — Тот, кто плотины рвёт
33. «Талан» М. Старицкого — Юркович
34. «Крошка Цахес» Я. Стельмаха — Цахес
35. 1999 — «Швейк» Я. Гашека; режиссёры Гринишин, Мирослав и Андрей Жолдак — Швейк
36. 1999 — «Любовь в стиле барокко» Я. Стельмаха; реж. Сергей Данченко — Онисим[12]
37. 2000 — «Брат Чичиков» Н. Садур по «Мёртвым душам» Н. Гоголя; реж. Александр Дзекун — Собакевич
38. «Последний Дон Кихот» М. и С. Дяченко — Санчо Панса
39. 2000 — «Пигмалион» Дж. Шоу; реж. Сергей Данченко — Элфрид Дулитл
40. 2001 — «Отелло» У. Шекспира; реж. Виталий Малахов — Яго
41. 2004 — «Сентиментальний круиз» Тамары Кандалы; реж. Пётр Ильченко — Ян
42. «Эзоп» Г. Фигейредо — Эзоп
43. 2008 — «Легенда про Фауста» по мотивам сочинений Шписа, Марло и Гейсельбрехта; режиссёр Андрей Приходько — Каспер
44. 2009 — «Женитьба» Н. Гоголя; реж. Валентин Козьменко-Делинде — Кочкарёв
45. 2010 — «Буря» У. Шекспира; реж. Сергей Маслобойщиков — брат короля Алонзо Стефано / Антонио / ключник-пьяница / Юнона
46. 2011 — «Фредерик или Бульвар преступлений» Э. Шмитта; реж. Юрий Кочевенко — Арель
47. «Жона есть Жона» по мотивам рассказов А. Чехова — муж
48. «Райское дело» И. Малковича — Иван
49. 2013 — «Чайка» А. Чехова; реж. Валентин Козьменко-Делинде — Илья Афанасьевич Шамраев, поручик в отставке, управляющий у Сорина.
50. 2016 — «Ричард III» У. Шекспира; реж. Автандил Варсимашвили — герцог Глостер — брат короля, потом король Ричард III

### Театральная компания «Бенюк и Хостикоев»
Богдан Бенюк занят в каждом спектакле театральной компании:
1. 2003 — «Сеньор из высшего общества» Джулио Скарниччи и Ренцо Тарабузи; реж. Анатолий Хостикоев — Антонио — Велутто
2. 2004 — «О мышах и людях» Дж. Стейнбека; реж. Виталий Малахов — Джордж
3. 2005 — «Белая ворона» Ю. Рыбчинского и Г. Татарченко; реж. Анатолий Хостикоев — Кошон / Шут / Кардинал Винчестерский
4. 2008 — «Задунаец за порогом» по мотивам оперы С. Гулак-Артемовского; реж. Анатолий Хостикоев — Иван Карась
5. 2011 — «Люкс для иностранцев» Девида Фримана — Клод Филби

### Другие театры
1. 1995 — «Не боюсь серого волка» Э. Олби; режиссёр А. Жолдак (Киевский академический Молодой театр)[14]
2. «Яго»; реж. Виталий Малахов[15]
3. 2008 — «Сто тысяч» И. Карпенко-Карого; реж. Виталий Малахов — Калитка (Театр на Подоле)[15]

## Фильмография

### Актёрские работы
1. 1971—2009 — Телефон полиции — 110
2. 1975 — Волны Чёрного моря — Чабан, вестовой Пети Бачея
3. 1976 — Аты-баты, шли солдаты — Крынкин
4. 1976 — Праздник печёной картошки
5. 1978 — Дипломаты поневоле — Вадим Чепура
6. 1978 — Сапоги всмятку
7. 1978 — Подпольный обком действует — Андрей Коровин
8. 1979 — Жнецы
9. 1979 — Смотрины — Эдик Грунько, муж Светланы
10. 1980 — Крупный разговор (фильм) — Гойда
11. 1981 — Они были актёрами — абитуриент
12. 1982 — Женские радости и печали — Юлий Дубровин
13. 1983 — Миргород и его обитатели — Антон Прокофьевич Голопузь (озвучивал Виктор Ильичёв)
14. 1983 — Счастье Никифора Бубнова — Очеретин
15. 1984 — Затерянные в песках
16. 1985 — Как молоды мы были — официант
17. 1987 — Жил-был Шишлов — Пасынков
18. 1987 — Филёр — дворник
19. 1987 — Голый — матрос на судне
20. 1988 — Дама с попугаем — Жора
21. 1988 — Дорога в ад — Павел
22. 1988 — Каменная душа — Кудиль
23. 1988 — Любовь к ближнему — муж
24. 1990 — Имитатор — майор Костюкоев
25. 1990 — Ведьма — сотник Забрёха
26. 1990 — Сэнит зон — первый стрелочник
27. 1991 — Верный Руслан (История караульной собаки)
28. 1991 — Из жития Остапа Вишни — архангел Михаил
29. 1991 — Капитан Крокус и тайна маленьких заговорщиков — клоун Коко
30. 1991 — Кому вверх, кому вниз — Чиж
31. 1992 — Выстрел в гробу — Роман, хозяин автомастерской
32. 1992 — Ради семейного очага — Грицько, денщик капитана Ангаровича
33. 1992 — Сорочка со стёжкой — нетронутый
34. 1993 — Бравые парни — Скелет, подполковник
35. 1993 — Золотой цыплёнок — Барсук
36. 1993 — Фучжоу — Горелый
37. 1995 — Москаль-чародей — Лихой, солдат
38. 1995 — Объект «Джей» — Богдан
39. 1997 — Седьмой маршрут
40. 2000 — Чёрная Рада (Украина) — Михайло Черевань
41. 2003 — Завтра будет завтра — подкупленный начальник милиции
42. 2006 — Утёсов. Песня длиною в жизнь — Леонид Утёсов
43. 2007 — Когда её совсем не ждёшь — Петро
44. 2007 — Ликвидация — Леонид Утёсов
45. 2008 — Таинственный остров — полоумный
46. 2010 — Кандагар — Роман Вакуленко, бортинженер
47. 2011 — Охотники за бриллиантами — Пиценко, капитан милиции
48. 2012 — Урсус (Германия-Грузия) — Фома Гоголь
49. 2012 — Ангелы войны (телесериал, Украина)[16] — Мирон Швец, сельский староста
50. 2013 — Мы из джаза 2
51. 2013 — Иван Сила
52. 2018 — Тайный дневник Симона Петлюры — Михаил Грушевский
53. 2018 — «Лайко: Цыган в космосе» / Lajkó - Cigány az ürben (Венгрия) — Леонид Ильич Брежнев
54. 2019 — Тарас. Возвращение

### Озвучивание мультфильмов
1. 1980 — Капитошка — волчонок
2. 1982 — Дождик, дождик, пуще!
3. 1983 — Миколино богатство — Микола
4. 1984 — По собственному желанию (Фитиль № 267) — ревизор
5. 1985 — Девочка и зайцы
6. 1989 — Три панька — текст читает
7. 1984 — Приключения Муви. Ралли
8. 1996 — Вий
9. 1997 — Как бабочка изучала жизнь — текст читает
10. 1998 — Синяя шапочка — текст читает

## Признание и награды
- 1988 — Заслуженный артист Украинской ССР
- 1995 — Приз за лучшую мужскую роль в короткометражной ленте кинофестиваля «Стожары» за фильм «Вышиванка»
- 1996, 30 октября — Народный артист Украины[17]
- 1998 — лауреат Государственной премии Украины имени Александра Довженко
- 2007, 18 января — кавалер ордена «За заслуги» ІІІ степени[18]
- 2008, 3 марта — лауреат Национальной премии Украины имени Тараса Шевченко за спектакль «О мышах и людях» (театральная компания «Бенюк и Хостикоев»)[19]
- 2010, 27 марта — кавалер ордена «За заслуги» ІІ степени[20]
- 2017, 24 августа — кавалер ордена «За заслуги» І степени[21]

## Политические взгляды
По мнению СМИ, Богдан Бенюк, в отличие от большинства своих однопартийцев, тщательно подбирает слова и старается максимально обойти острые углы.
В 2012 году критически отзывался об украинцах: 

«... мы нация предателей и тех, кто ищет самое тёплое место»Оригинальный текст (укр.)20 століття катком прокотилося по нашій Україні. 1930-ті роки та дві війни знищили обдарованих людей - еліту. Має бути можливість їй відродитися ... Але коли у нас з'являється талановитий молодий спеціаліст, його одразу купує якась фінансова структура, і він вже працює разом з ними. Чому у нас таке зрадництво?  Як це не прикро звучить, ми нація зрадників і тих, хто шукає найтепліше місце
При этом он считал допустимым использования слова «жид» по отношению к евреям как исторически сложившегося этнонима: 

«Дело в том, что это слово бытовало всегда у украинского народа и никто его не запрещал. И если оно будет употребляться в украинской среде, значит, оно украинское слово».
В феврале 2022 года выступил с резкой критикой и осуждением вторжения России на Украину. 